# Eddie Cheever

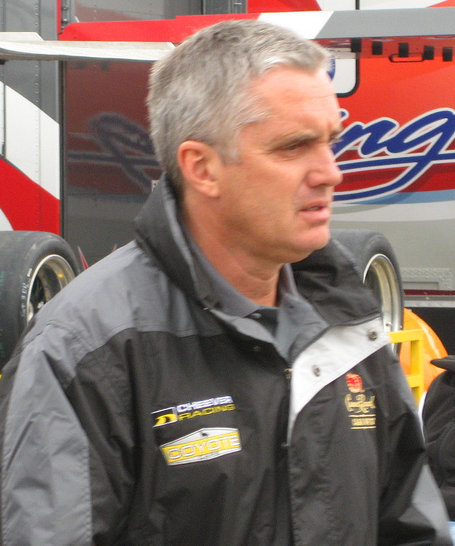
Eddie Cheever l'any 2008.

 Eddie Cheever  (Phoenix (Arizona), 10 de gener de 1958) és un pilot de curses automobilístiques estatunidenc, ja retirat, que va arribar a disputar curses de Fórmula 1.

## A la F1
Eddie Cheever va debutar a la primera cursa de la temporada 1978 (la 29a temporada de la història) del campionat del món de la Fórmula 1, disputant el 15 de gener del 1978 el G.P. de l'Argentina al circuit d'Oscar Alfredo Galvez.
Va participar en un total de cent quaranta-tres curses puntuables pel campionat de la F1, disputades en onze temporades no consecutives (1978 i 1980 - 1989), aconseguint dos segons llocs com millor classificació a una cursa i assolí setanta punts pel campionat del món de pilots.

## Resultats a la Fórmula 1
| Any  | Equip                          | Xassís     | Motor             | 1       | 2        | 3         | 4         | 5       | 6         | 7         | 8         | 9       | 10      | 11      | 12      | 13      | 14      | 15      | 16      | Posició | Punts |
| ---- | ------------------------------ | ---------- | ----------------- | ------- | -------- | --------- | --------- | ------- | --------- | --------- | --------- | ------- | ------- | ------- | ------- | ------- | ------- | ------- | ------- | ------- | ----- |
| 1978 | Theodore Racing Hong Kong      | Theodore   | Ford              | ARG NVQ | BRA NVQ  |           |           |         |           |           |           |         |         |         |         |         |         |         |         | -       | 0     |
| 1978 | Olympus Cameras Hesketh Racing | Hesketh    | Ford              |         |          | SUD Ret   | O.USA     | MON     | BEL       | ESP       | SUE       | FRA     | GBR     | ALE     | AUT     | HOL     | ITA     | USA     | CAN     | -       | 0     |
| 1980 | Osella Squadra Corse           | Osella     | Ford              | ARG NVQ | BRA NVQ  | SUD Ret   | O.USA Ret | BEL NVQ | MON NVQ   | FRA Ret   | GBR Ret   | ALE Ret | AUT Ret | HOL Ret | ITA 12  | CAN Ret | USA Ret |         |         | -       | 0     |
| 1981 | Team Tyrrell                   | Tyrrell    | Ford              | O.USA 5 | BRA NC   | ARG Ret   | SMR Ret   | BEL 6   | MON 5     | ESP NC    | FRA 13    | GBR 4   | ALE 5   | AUT NVQ | HOL Ret | ITA Ret | CAN 12  | LVG Ret |         | 12è     | 10    |
| 1982 | Equipe Talbot Gitanes          | Ligier     | Matra             | SUD Ret | BRA Ret  | O.USA Ret | SMR       | BEL 3   | MON Ret   | E.USA 2   | CAN 10    | HOL NVQ | GBR Ret | FRA 16  | ALE Ret | AUT Ret | SUI NC  | ITA 6   | LVG 3   | 12è     | 15    |
| 1983 | Elf Equipe Renault             | Renault    | Renault           | BRA Ret | O.USA 13 | FRA 3     | SMR Ret   | MON Ret | BEL 3     | E.USA Ret | CAN 2     | GBR Ret | ALE Ret | AUT 4   | HOL Ret | ITA 3   | EUR 10  | SUD 6   |         | 6è      | 22    |
| 1984 | Benetton Team Alfa Romeo       | Alfa Romeo | Alfa Romeo        | BRA 4   | SUD Ret  | BEL Ret   | SMR 7     | FRA Ret | MON NVQ   | CAN 11    | E.USA Ret | USA Ret | GBR Ret | ALE Ret | AUT Ret | HOL 13  | ITA 9   | EUR Ret | POR 17  | 16è     | 3     |
| 1985 | Benetton Team Alfa Romeo       | Alfa Romeo | Alfa Romeo        | BRA Ret | POR Ret  | SMR Ret   | MON Ret   | CAN 17  | E.USA 9   | FRA 10    |           |         |         |         |         |         |         |         |         | -       | 0     |
| 1985 | Benetton Team Alfa Romeo       | Alfa Romeo | Alfa Romeo        |         |          |           |           |         |           |           | GBR Ret   | ALE Ret | AUT Ret | HOL Ret | ITA Ret | BEL Ret | EUR 11  | SUD Ret | AUS Ret | -       | 0     |
| 1986 | Haas Lola                      | Lola       | Ford              | BRA     | ESP      | SMR       | MON       | BEL     | CAN       | E.USA Ret | FRA       | GBR     | ALE     | HUN     | AUT     | ITA     | POR     | MEX     | AUS     | -       | 0     |
| 1987 | USF&G Arrows Megatron          | Arrows     | Megatron          | BRA Ret | SMR Ret  | BEL 4     | MON Ret   | E.USA 6 | FRA Ret   | GBR Ret   | ALE Ret   | HUN 8   | AUT Ret | ITA Ret | POR 6   | ESP 8   | MEX 4   | JPN 9   | AUS Ret | 10è     | 8     |
| 1988 | USF&G Arrows Megatron          | Arrows     | Megatron          | BRA 8   | SMR 7    | MON Ret   | MEX 6     | CAN Ret | E.USA Ret | FRA 11    | GBR 7     | ALE 10  | HUN Ret | BEL 6   | ITA 3   | POR Ret | ESP Ret | JPN Ret |         | 12è     | 6     |
| 1988 | USF&G Arrows Megatron          | Arrows     | Megatron          |         |          |           |           |         |           |           |           |         |         |         |         |         |         |         | AUS Ret | 12è     | 6     |
| 1989 | USF&G Arrows                   | Arrows     | Ford Cosworth DFR | BRA Ret | SMR 9    | MON 7     | MEX 7     | USA 3   | CAN Ret   | FRA 7     | GBR DNQ   | ALE 12  | HUN 5   | BEL Ret | ITA NVQ | POR Ret | ESP Ret | JPN 8   | AUS Ret | 11è     | 6     |

### Resum
| Curses:   | Victòries: | Pòdiums: | Poles: | Voltes ràpides: | Punts: |
| --------- | ---------- | -------- | ------ | --------------- | ------ |
| 143 (132) | 0          | 9        | 0      | 0               | 70     |